# Хусинска буна (филм)
„Хусинска буна“ је југословенски ТВ филм из 1980. године. Режирао га је Сава Мрмак, а сценарио је писао Вељко Радовић.

## Улоге
| Глумац            | Улога                     |
| ----------------- | ------------------------- |
| Драган Јовичић    | Јуро Керошевић            |
| Берт Сотлар       | Карло                     |
| Рејхан Демирџић   | Предсједник               |
| Руди Алвађ        | Бркица                    |
| Бранислав Јеринић | Начелник Димитрије Грудић |
| Марко Тодоровић   | Пуковник Петровић         |
| Владо Керошевић   | Осман Ђуловић             |
| Мухарем Осмић     |                           |
| Жарко Мијатовић   |                           |
| Даре Улага        | Веселски                  |
| Милан Водопивец   |                           |
| Јовица Јашин      |                           |
| Зоран Бечић       |                           |
| Звонко Зрнчић     |                           |
| Фарук Задић       |                           |
| Јуриј Соучек      |                           |
| Драган Шаковић    |                           |